# Ribeirão Preto Challenger 1979
Il Ribeirão Preto Challenger 1979 è stato un torneo di tennis facente parte della categoria ATP Challenger Series nell'ambito dell'ATP Challenger Series 1979. Il torneo si è giocato a Rio de Janeiro in Brasile dal 6 al 12 agosto 1979 su campi in terra rossa.

## Vincitori

### Singolare
Carlos Gattiker ha battuto in finale  Carlos Kirmayr con il punteggio di 6–4, 2–6, 6–2

### Doppio
Ney Keller /  Cássio Motta hanno battuto in finale  Thomaz Koch /  Prajoux Belus con il punteggio di 4–6, 7–6, 7–5